# Riff
Riff (včasih napisano kot rif) v raznih žanrih popularne glasbe pomeni krajšo frazo, ki se v pesmi ponavlja čez spreminjajoče se melodije. Pogosto se ga igra na tolkala ali solistične inštrumente (kitara, saksofon itd.), ki sestavljajo osnovo ali pa spremljavo glasbene kompozicije. Najpogosteje se pojavljajo v rock, latinski, funk in jazz glasbi, lahko pa je uporabljen tudi v klasični glasbi (npr. v kompoziciji "Boléro" Mauricea Ravela).
David Brackett (1999) definira riff kot "... kratko melodično frazo", medtem ko ga muzikolog Richard Middleton (1999) definira kot "kratko ritmično, melodično ali harmonično ponavljajočo se figuro, ki oblikuje stukturno osnovo".
Primer pesmi, ki je osnovana na riffu, je pesem "Pot v X" skupine Siddharta.